# Działy (Braniewo)
Działy (deutsch Albertshof) ist ein kleiner Ort in der polnischen Woiwodschaft Ermland-Masuren und gehört zur Landgemeinde Braniewo (Braunsberg) im Powiat Braniewski (Kreis Braunsberg).

## Geographische Lage
Działy liegt im Nordwesten der Woiwodschaft Ermland-Masuren, zwei Kilometer südwestlich der Kreisstadt Braniewo (Braunsberg).

## Geschichte
Bei dem einstigen Abbau Pingel, der erst ab dem 6. September 1878 Albertshof hieß, handelte es sich in seinem Ursprung um einen kleinen Hof. Bis 1945 war der Abbau Albertshof ein Wohnplatz in der Stadtgemeinde Braunsberg im ostpreußischen Kreis Braunsberg. Zu Beginn des 20. Jahrhunderts zählte der Ort zwölf Einwohner.
Aufgrund der Abtretung des gesamten südlichen Ostpreußen 1945 in Kriegsfolge an Polen erhielt Albertshof die polnische Namensform „Działy“. Heute ist der kleine Ort eine Kolonia des Nachbardorfs Stępień (Stangendorf) innerhalb der Gmina Braniewo im Powiat Braniewski, von 1975 bis 1998 der Woiwodschaft Elbląg, seither der Woiwodschaft Ermland-Masuren zugehörig.

## Religion
Seitens der römisch-katholischen Kirche gehörte Albertshof bis 1945 und gehört jetzt auch Działy zur Pfarrei in Braniewo (Braunsberg), jetzt im Erzbistum Ermland gelegen.
Bis 1945 war Albertshof außerdem in die evangelische Kirche Braunsberg in der Kirchenprovinz Ostpreußen der Kirche der Altpreußischen Union eingegliedert, ist nun aber der Diözese Masuren der Evangelisch-Augsburgischen Kirche in Polen zugeordnet.

## Verkehr
Działy liegt an der polnischen Woiwodschaftsstraße 504 (im Abschnitt der einstigen deutschen Reichsstraße 1) nur wenige Kilometer südwestlich der Stadt Braniewo. Die nächste Bahnstation ist Stępień (Stangendorf) an der nicht mehr befahrenen Bahnstrecke Elbląg–Braniewo.